# Saint-Vincent (Haute-Loire)
Saint-Vincent é uma comuna francesa na região administrativa de Auvérnia-Ródano-Alpes, no departamento de Alto Loire. Estende-se por uma área de 20,4 km². Em 2010 a comuna tinha 1 039 habitantes (densidade: 50,9 hab./km²).